# ГЕС Куробегава IV
ГЕС Куробегава IV (黒部川第四発電所) – гідроелектростанція в Японії на острові Хонсю. Знаходячись перед ГЕС Куробегава III/Шін-Куробегава III, становить верхній ступінь каскаду на річці Куробе, яка у місті Куробе впадає до затоки Тояма (Японське море). 

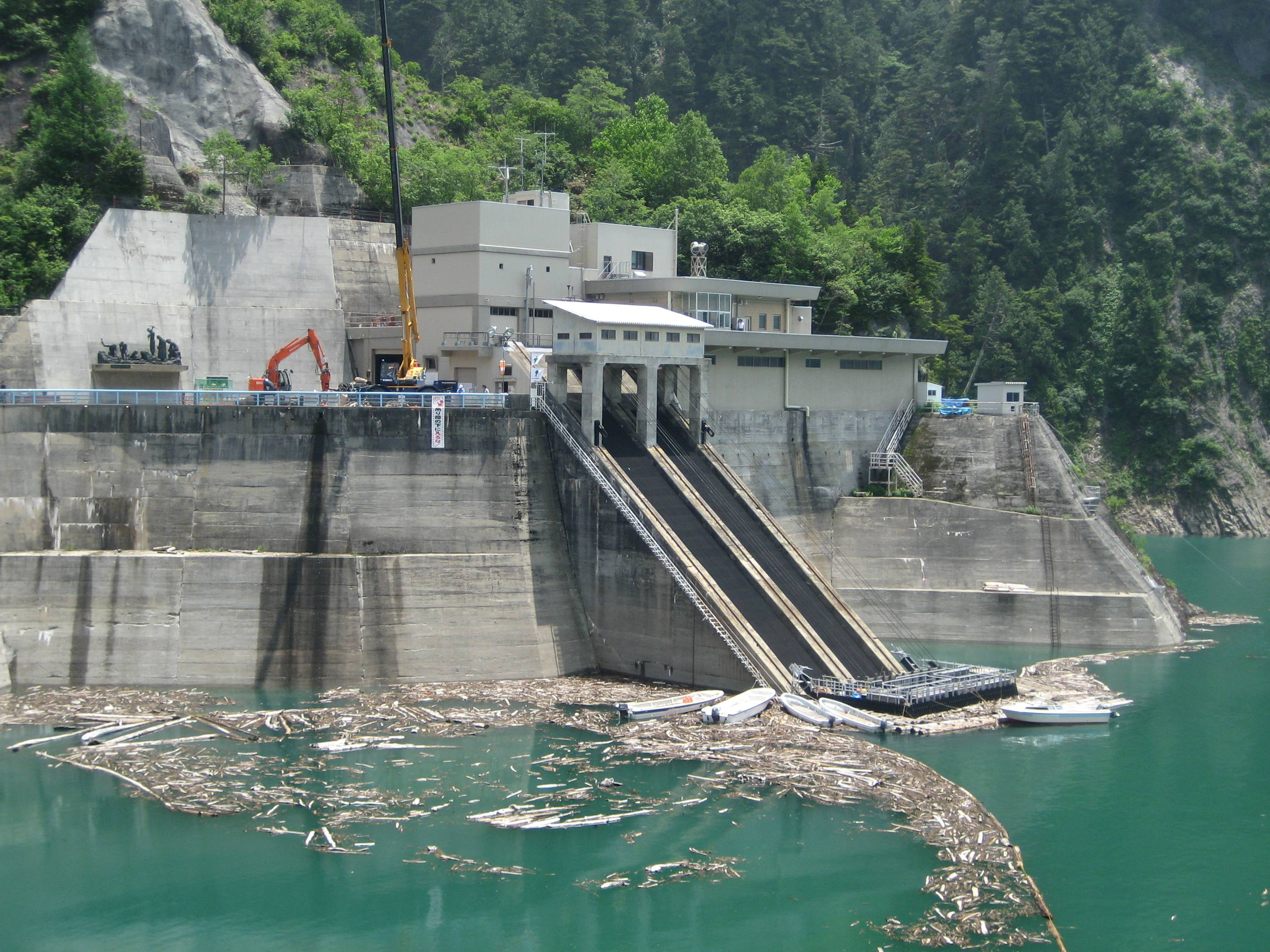
Водозабір станції

В межах проекту річку перекрили бетонною арковою греблею з розташованими під кутом бічними гравітаційними ділянками висотою 186 метрів та довжиною 492 метра, яка потребувала 1583 тис м3 матеріалу. Вона утримує водосховище з площею поверхні 3,49 км2 і об’ємом 199,3 млн м3, з яких до корисного об’єму відносяться 148,8 млн м3 (коливання рівня поверхні між позначками 1388 та 1448 метрів НРМ). 

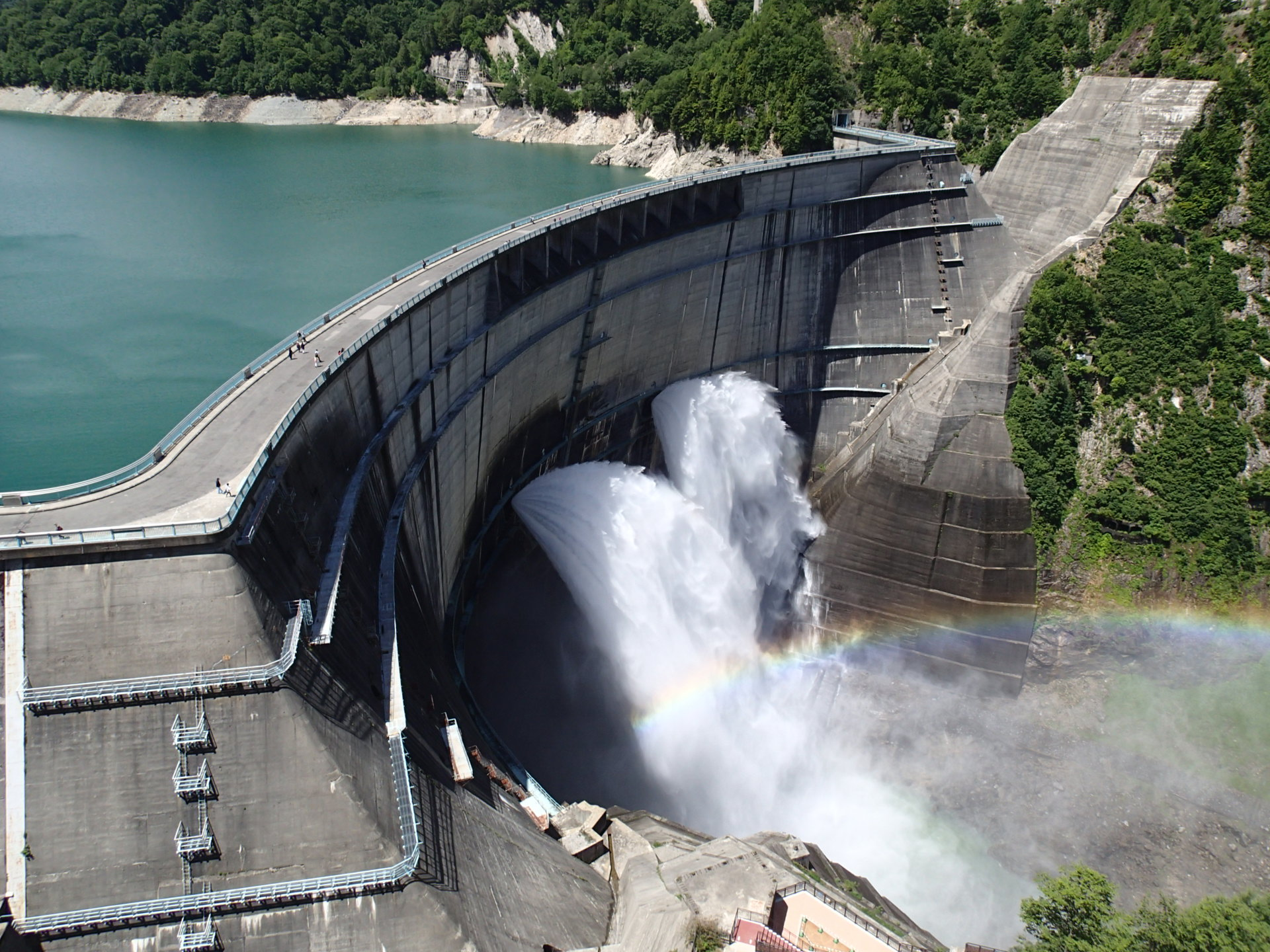
Гребля Куробе

Зі сховища через правобережний масив прокладено дериваційний тунель довжиною 10,3 км з діаметром 4,8 метра, який переходить у напірний водовід довжиною 0,77 км зі спадаючим діаметром від 3,1 до 3,0 метра. В системі також працює вирівнювальний резервуар висотою 146 метрів з діаметром 5 метрів.
Основне обладнання станції становлять чотири турбіни типу Пелтон потужністю по 95 МВт (загальна номінальна потужність станції рахується як 335 МВт), котрі використовують напір у 546 метрів.
Відпрацьована вода відводиться назад до річки по тунелю довжиною 0,9 км з перетином 6,6х5,3 метра.